# Ellenizzazione dei toponimi in Grecia
Con l'ellenizzazione dei toponimi in Grecia ci si riferisce ad un processo di ellenizzazione sistematica dei nomi geografici e topografici bulgari, ottomani e arvanitici con il greco, come parte della politica e dell'ideologia di ellenizzazione perseguita dallo stato greco nei primi decenni del XX secolo.
Nel 1909, una commissione toponomastica nominata dal governo greco stabilì che il nome di uno su tre villaggi greci (circa il 30%) doveva essere cambiato - si stima che, in circa 1500 di tutti i 5069 villaggi greci, "si parlasse una lingua barbarica". Il governo greco ribattezzò amministrativamente i nomi di molti insediamenti e località, sostituendoli con quelli antichi greci.
Secondo i dati dell'Institute for Modern Greek Studies di Atene, tra il 1913 e il 1996, furono modificati i nomi di 4413 insediamenti greci.